# Nasierowo-Dziurawieniec (gromada)
Nasierowo-Dziurawieniec (od 31 XII 1961 Gostkowo) – dawna gromada, czyli najmniejsza jednostka podziału terytorialnego Polskiej Rzeczypospolitej Ludowej w latach 1954–1972.
Gromady, z gromadzkimi radami narodowymi (GRN) jako organami władzy najniższego stopnia na wsi, funkcjonowały od reformy reorganizującej administrację wiejską przeprowadzonej jesienią 1954 do momentu ich zniesienia z dniem 1 stycznia 1973, tym samym wypierając organizację gminną w latach 1954–1972.
Gromadę Nasierowo-Dziurawieniec z siedzibą GRN w Nasierowie-Dziurawieńcu utworzono – jako jedną z 8759 gromad na obszarze Polski – w powiecie ciechanowskim w woj. warszawskim, na mocy uchwały nr VI/10/1/54 WRN w Warszawie z dnia 5 października 1954. W skład jednostki weszły obszary dotychczasowych gromad Nasierowo Górne, Smosarz-Dobki, Wróblewko i Nasierowo-Dziurawieniec (z wyłączeniem wsi Mężenino-Kłoski i Mężenino-Węgłowice) oraz wsie Pajewo-Cyty, Pajewo-Rżyski i Pajewo-Szwelice z dotychczasowej gromady Pajewo Wielkie ze zniesionej gminy Gołymin w tymże powiecie. Dla gromady ustalono 10 członków gromadzkiej rady narodowej.
31 grudnia 1959 do gromady Nasierowo-Dziurawieniec przyłączono obszar zniesionej gromady Ciemniewko (bez wsi Burkaty, Ciemniewo i Niesłuchy oraz kolonii Orły i Pękawka), a także wieś Morawka oraz kolonie Morawy-Laski, Morawy-Kopcie i Pajewo Wielkie ze znoszonej gromady Gogole Wielkie w tymże powiecie.
31 grudnia 1961 gromadę Nasierowo-Dziurawieniec zniesiono przenosząc siedzibę GRN z Nasierowa-Dziurawieńca do Gostkowa i zmieniając nazwę jednostki na gromada Gostkowo.